# Potsdamer Bahnhof

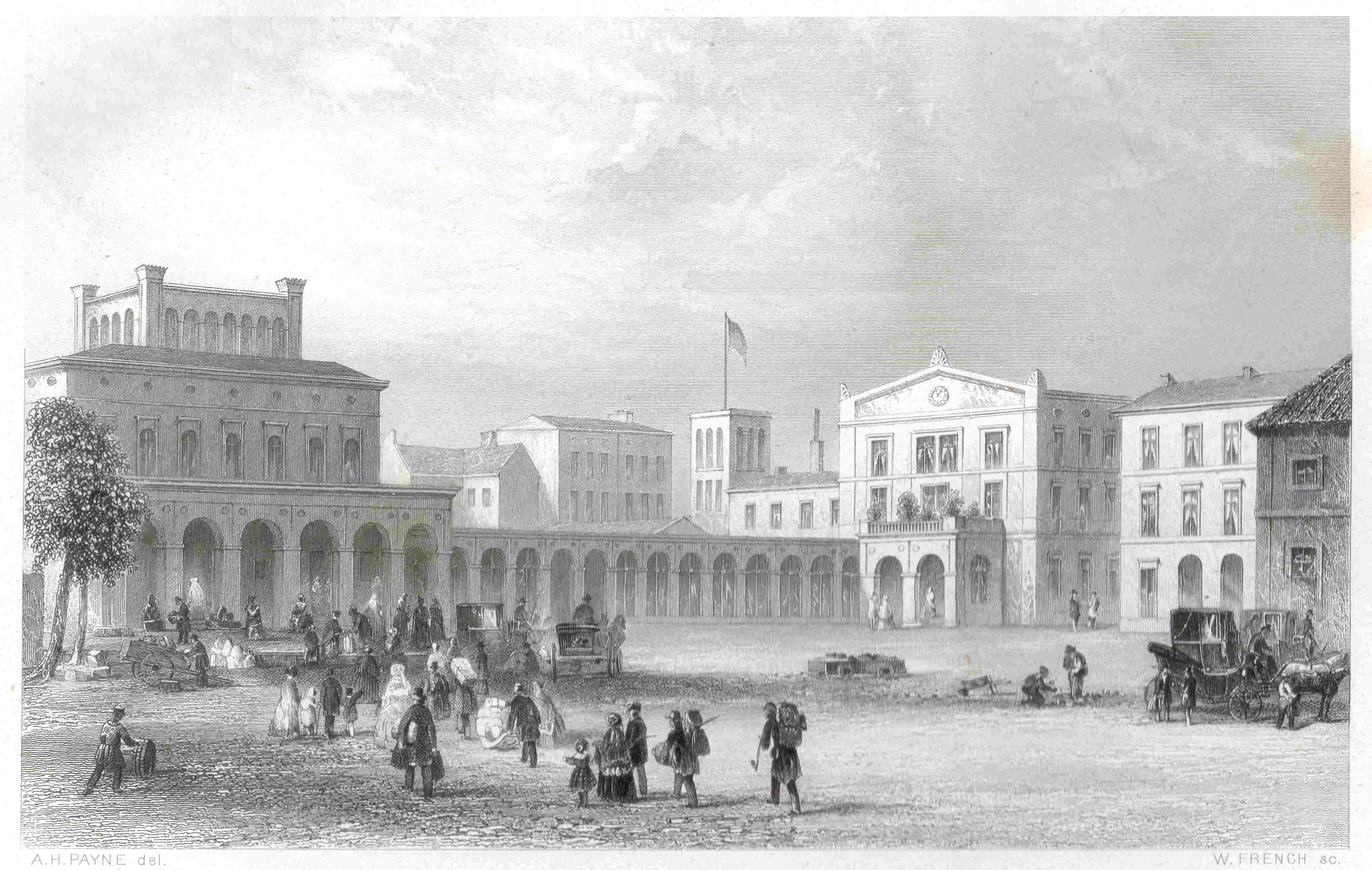
Vooraanzicht Potsdamer Bahnhof, omstreeks 1850

Het Potsdamer Bahnhof (Potsdamstation) was het tweede spoorwegstation van Berlijn. Het opende in 1838 als beginpunt van de Berlin-Potsdamer Eisenbahn ofwel Stammbahn, de oudste spoorlijn van Pruisen, die de hoofdstad verbond met Potsdam. Het kopstation bevond zich net buiten de Berlijnse stadsmuur aan de Potsdamer Tor, ten zuiden van waar nu de Potsdamer Platz ligt. Na de Tweede Wereldoorlog werd het Potsdamer Bahnhof gesloten en bleven alleen een S-Bahn- en een metrostation over. In mei 2006 keerde de trein met de opening van het ondergrondse station Berlin Potsdamer Platz echter terug.

## Geschiedenis
De aanleg van de spoorlijn van Potsdam naar Berlijn begon in 1835. Op 22 september 1838 werd de lijn geopend tot Zehlendorf en reed de eerste trein over de Stammbahn, getrokken door een locomotief met de naam Adler (adelaar). Op 29 oktober bereikte de spoorlijn Berlijn en kwam het Potsdamer Bahnhof in gebruik. Het gebied rond het station ontwikkelde zich al snel. In 1848 werd de Stammbahn verlengd tot Maagdenburg, vanwaar over andere spoorlijnen verder naar het westen gereden kon worden.

### Bloei

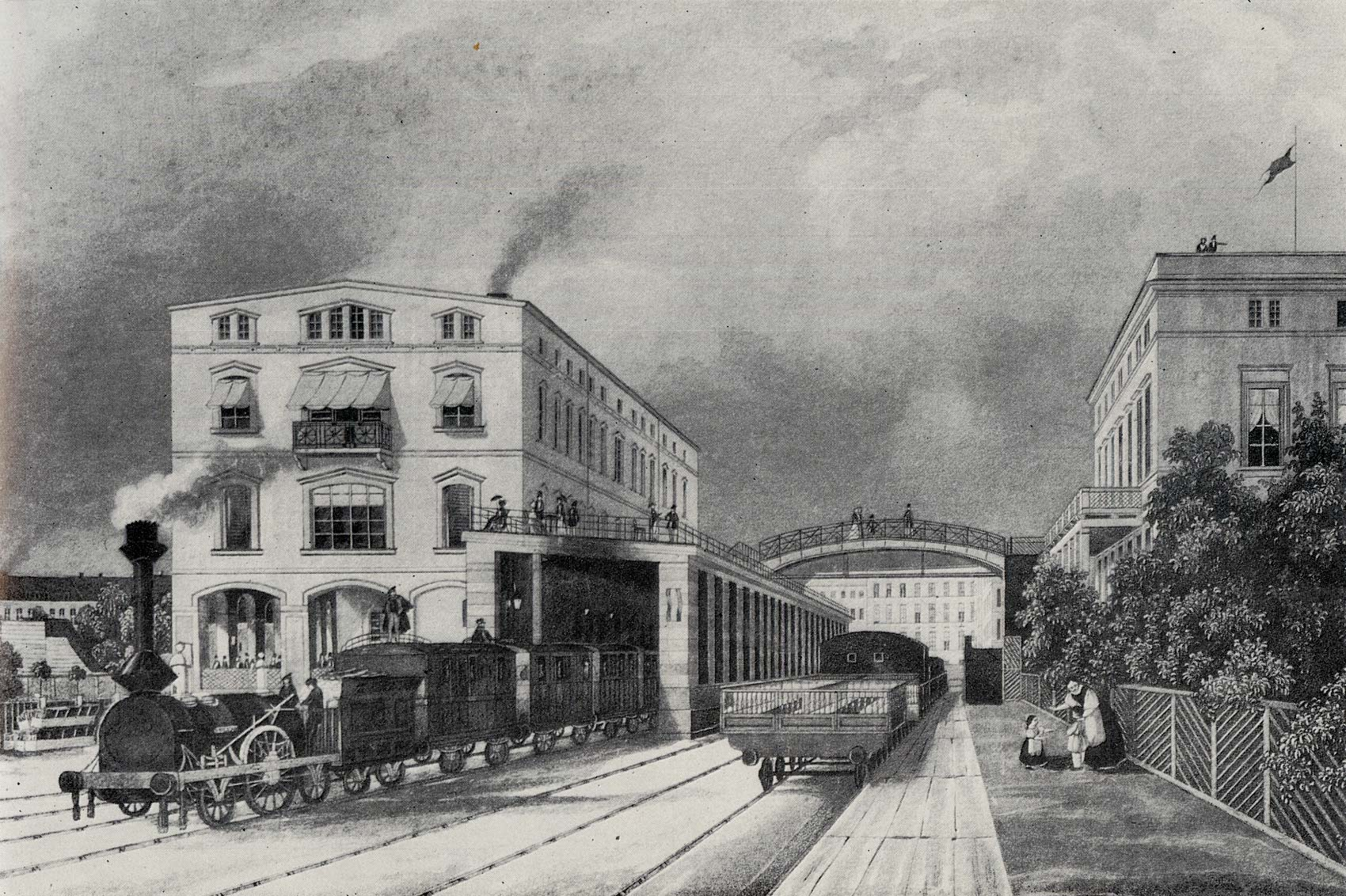
Het eerste Potsdamer Bahnhof gezien vanaf de spoorzijde, 1843

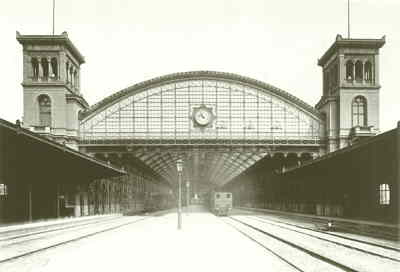
Achterzijde van Quassowski's gebouw uit 1871

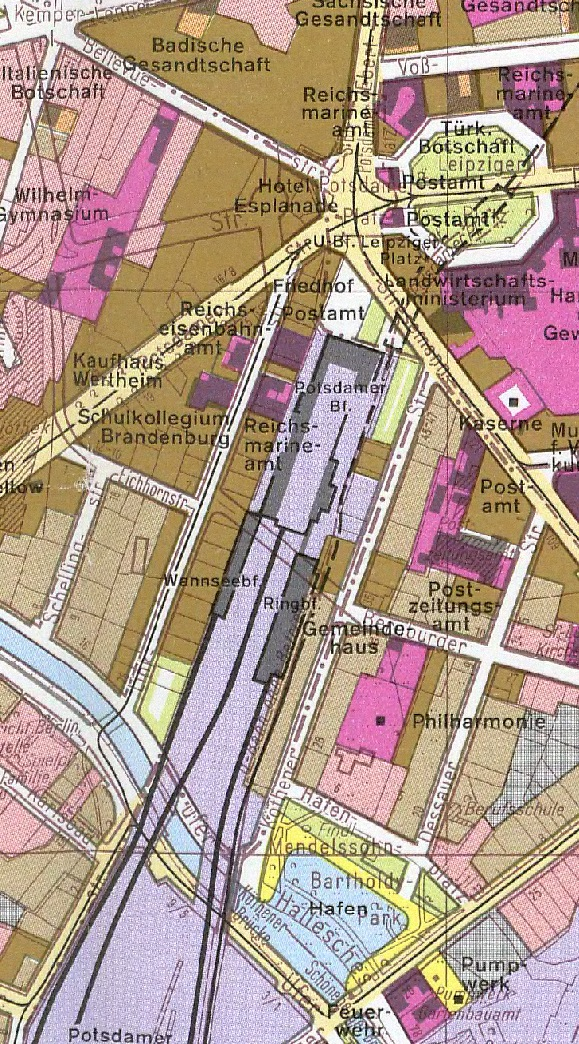
Situatie in 1910

Het Potsdamer Bahnhof bleek al snel te klein voor de grote reizigersstromen, zodat een groter stationsgebouw noodzakelijk werd. In 1869 werd het oude station afgebroken, waarna men de bouw van een nieuw stationscomplex ter hand nam. Het door Julius Ludwig Quassowski ontworpen station kreeg vijf perrons, tegen de elementen beschermd door een 173 meter lange en 36 meter brede overkapping. Aan de westzijde van het gebouw werd een speciale toegang en wachtruimte voor koninklijke hoofden gecreëerd. Op 30 augustus 1872 opende het nieuwe Potsdamer Bahnhof zijn deuren. Het station bevond zich toen al niet meer aan de rand van de stad en de stadsmuur was inmiddels afgebroken.
Tegen 1890 verwerkte het station meer dan drie miljoen reizigers per jaar, waardoor wederom aan capaciteitsuitbreiding gedacht moest worden. Men besloot de bestaande sporen voortaan te reserveren voor langeafstandstreinen en de voorstadsdiensten in aparte stations onder te brengen. In 1891 verrezen aan de west- en oostzijde van het Potsdamer Bahnhof twee nieuwe kopstations:
- het Wannseebahnhof, voor treinen over de Wannseebahn;
- het Ring- und Vorortbahnhof, voor treinen richting Teltow en Lichtenrade enerzijds en de Ringbahn anderzijds.

Aan het begin van de 20e eeuw groeide de Potsdamer Platz, gevoed door het Potsdamer Bahnhof en – sinds 1902 – de metro, uit tot een van de drukste pleinen van Berlijn. Rond het station verrezen diverse hotels en ontstond een levendige uitgaanswijk. Ook de aanwezigheid van vele overheidsinstanties en kantoren in de omgeving trokken veel mensen. Het Potsdamer Bahnhof beleefde het hoogtepunt van zijn bloei in de jaren 1930 met een dagelijks reizigersaantal van rond de 80.000, meer dan op welk ander station in Berlijn dan ook. In 1939 bereikte met de opening van de noord-zuidtunnel ook de S-Bahn het Potsdamer Bahnhof (zie hierover het artikel station Berlin Potsdamer Platz).

### Verval

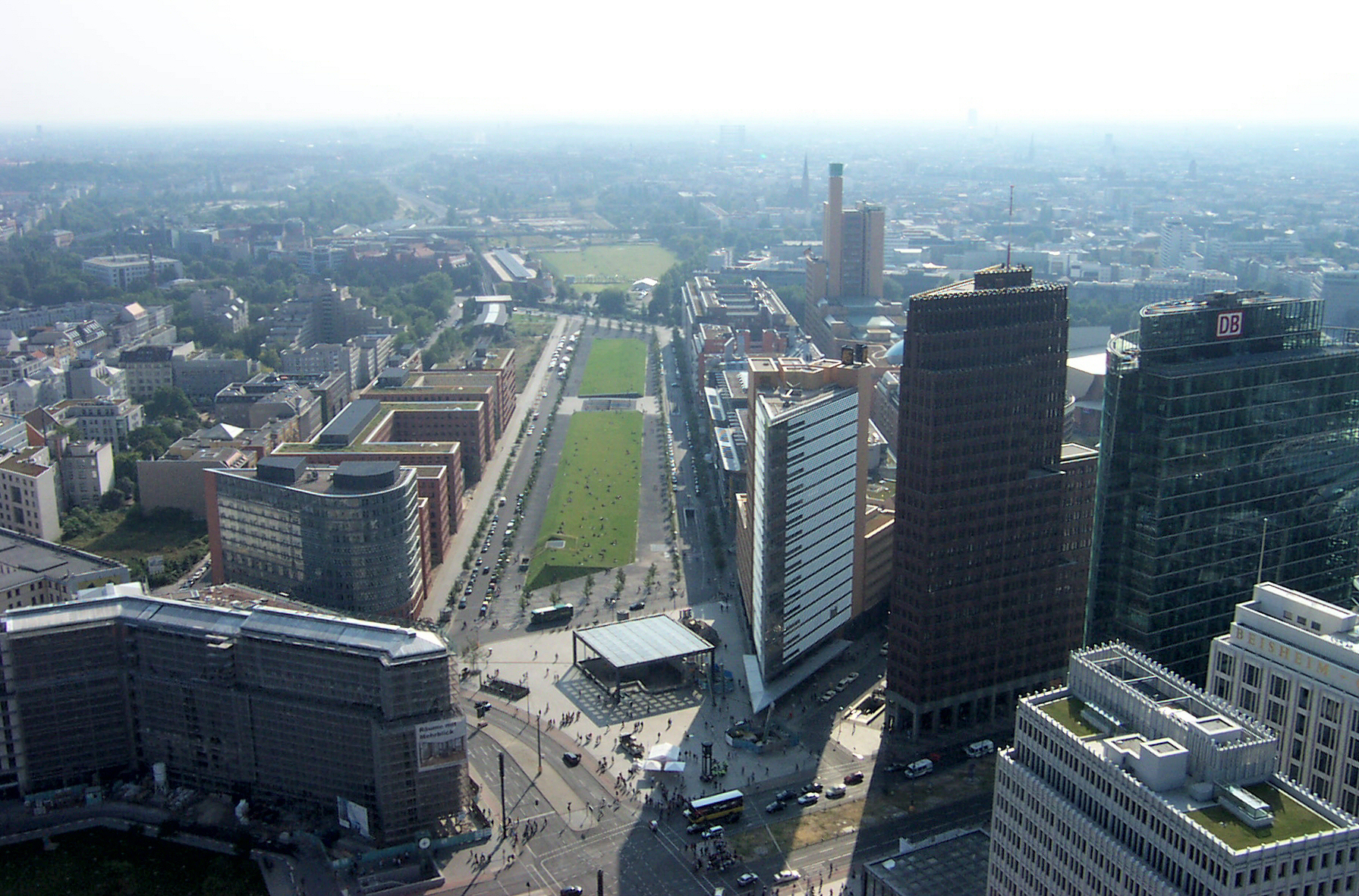
Op de locatie van het Potsdamer Bahnhof ligt tegenwoordig het Tilla-Durieux-Park.

De in 1933 aan de macht gekomen nationaalsocialisten ontwikkelden grootse plannen voor Berlijn, waarin voor het Potsdamer Bahnhof echter geen plaats was. In Albert Speers Welthauptstadt Germania zouden alle treinen gaan eindigen in het Noordstation of het Zuidstation. Deze nieuwe kopstations zouden verrijzen aan de uiteinden van de noord-zuidas, het pronkstuk van het project. De reeds bestaande stations zouden buiten gebruik worden gesteld. Het verloop van de Tweede Wereldoorlog verhinderde de uitvoering van het Germania-plan, maar betekende alsnog het einde voor het Potsdamer Bahnhof.
Geallieerde bombardementen op de Duitse hoofdstad brachten het Potsdamer Bahnhof dusdanige verwoestingen dat het station reeds in 1944 gesloten moest worden. Na de oorlog zou het niet heropend worden en zou alleen het Ring- und Vorortbahnhof nog een korte opleving kennen. De resten van het station bevonden zich na de Tweede Wereldoorlog op de sectorgrens, hetgeen herbouw praktisch onmogelijk maakte. Tussen 1957 en 1960 werden de ruïnes van het Potsdamer Bahnhof opgeruimd. Het voormalige emplacement van het station is tegenwoordig nog duidelijk herkenbaar als open groenstrook, het zogenaamde Tilla-Durieux-Park.

## Voorstadstations

### Wannseebahnhof
Ten westen van het Potsdamer Bahnhof opende in oktober 1891 het Potsdamer Wannseebahnhof, dat voorstadstreinen over de parallel aan de hoofdlijn lopende Wannseebahn (nu onderdeel van S-Bahnlijn S1) ging verwerken. Het station telde twee sporen, die in 1933 werden geëlektrificeerd door middel van een derde rail. Het Wannseebahnhof verloor zijn functie in 1939, toen de S-Bahn de voorstadsdiensten van de Wannseebahn overnam via de noord-zuidtunnel. Vervolgens werd het gebruikt om de capaciteit van het eigenlijke Potsdamer Bahnhof te vergroten, totdat dit station in 1944 definitief sloot.

### Ring- und Vorortbahnhof
Aan de zuidoostzijde van het hoofdlijnstation werd in april 1891 het Potsdamer Ring- und Vorortbahnhof in gebruik genomen. Dit station werd het begin- en eindpunt voor voorstadsdiensten in zuidelijke richting over de Anhalter en Dresdner Bahn. Treinen over de ringlijn rond het centrum van Berlijn maakten er kop, om vervolgens naar de ring terug te keren. Zowel het Ring- als het Vorortbahnhof beschikten over twee sporen langs een eilandperron. In 1903 werd langs de bestaande Anhalter Bahn tussen het Potsdamer Vorortbahnhof en Lichterfelde Ost een voor voorstadstreinen gereserveerde elektrische spoorlijn aangelegd, de eerste in Berlijn en de voorloper van de S-Bahn.
In 1939 werd een deel van de diensten van het Potsdamer Vorortbahnhof verlegd via de juist geopende noord-zuidtunnel. In 1944 moest het voorstadstation vanwege oorlogsverwoestingen gesloten worden. Treinen over de ringlijn gingen hun rondjes rijden zonder kop te maken, aangezien ook de Südringspitzkehre, de verbindingsdriehoek tussen de ring en de voorstadslijn naar het Potsdamer Bahnhof, verwoest was. Het Ring- und Vorortbahnhof kende na de oorlog nog een korte opleving doordat S-Bahndiensten over de gestremde noord-zuidverbinding tijdelijk naar hier geleid werden. In juli 1946 sloot het echter voorgoed zijn deuren.

## Goederenstation
Het goederenstation van het Potsdamer Bahnhof, het Potsdamer Güterbahnhof, bevond zich ten zuiden van het eigenlijke station, aan de overzijde van het Landwehrkanaal, tussen de Gleisdreieck, het Anhalter Güterbahnhof en de Yorckstraße. Op het goederenemplacement werden tevens de locomotieven voor reizigerstreinen gereedgemaakt.
Na de sluiting van het goederenstation kreeg het terrein in de jaren 1990 een nieuwe functie als logistiek centrum van de bouwwerkzaamheden in het ontwikkelingsgebied Potsdamer Platz en aan de Tiergartentunnel. Sinds 2006 bevindt zich op de locatie van het vroegere Potsdamer Güterbahnhof de zuidelijke toegang tot de genoemde spoorwegtunnel.
Op 26 augustus 2006 begonnen de werkzaamheden aan de opname van het goederenstation in het Park auf dem Gleisdreieck, dat in 2011 gereed moet zijn. Ook het terrein van het voormalige Anhalter Güterbahnhof zal deel uitmaken van dit park.
Anhalter Bahnhof |
Dresdener Bahnhof |
Görlitzer Bahnhof |
Hamburger Bahnhof |
Lehrter Bahnhof |
Militärbahnhof |
Nordbahnhof |
Ostbahnhof |
Potsdamer Bahnhof |
Stettiner Bahnhof |
Wriezener Bahnhof